# Aszur-takisza-liblut
Aszur-takisza-liblut (akad. Aššur-taqīša-libluṭ, w transliteracji z pisma klinowego zapisywane maš-šur-BA-TI.LA; tłum. „Aszurze, ty obdarzyłeś [synem], niechaj on żyje!”) – asyryjski książę, syn Asarhaddona (681-669 p.n.e.), brat Aszurbanipala (669-627? p.n.e.).
Wzmiankowany jest on w dokumencie administracyjnym z Aszur, datowanym na ok. 672-669 r. p.n.e., który wymienia pewne ilości nieznanego produktu (najprawdopodobniej chleba lub mąki) w powiązaniu z różnymi bogami i posągami członków rodziny królewskiej ustawionymi w świątyni boga Aszura. Kolejność, w której wymienieni tu zostali członkowie rodziny królewskiej wydaje się wynikać z ich znaczenia, wieku i płci. Aszur-takisza-libluta poprzedzają w liście „główny następca tronu” (tj. Aszurbanipal) i Szamasz-szuma-ukin (jako następca babilońskiego tronu), natomiast za nim umieszczeni zostali jego bracia Aszur-mukin-pale’a i Aszur-etel-szame-erseti-muballissu oraz siostra Szerua-eterat. Odrzucając jako mało prawdopodobną możliwość, iż pomimo młodego wieku Aszur-takisza-liblut zajmował ważniejszą pozycję niż jego bracia Aszur-mukin-pale’a i Aszur-etel-szame-erseti-muballissu, należy założyć, iż powodem umieszczenia go przed nimi było to, że był od nich starszy.
Po wstąpieniu na tron Aszurbanipal, stosując się do woli swego zmarłego ojca, wyznaczył swych młodszych braci Aszur-mukin-pale’a i Aszur-etel-szame-erseti-muballissu do pełnienia ważnych funkcji kapłańskich. Brak jakiejkolwiek wzmianki o powierzeniu podobnej funkcji Aszur-takisza-liblutowi skłonił niektórych uczonych do postawienia tezy, wedle której miał on umrzeć pomiędzy 672 a 669 r. p.n.e.. Samo imię Aszur-takisza-libluta wskazuje, że urodził się on słabym i chorowitym dzieckiem, więc prawdopodobną przyczyną jego śmierci mogła być choroba.
|  |  |  |  |  |  |                    |                    |                    |                    |                    |                    |  |  |                        |                        |                        |                        |                        |                        |  |  |                          |                          |                          |                          |                          |                          |  |  |                  |                  |                  |                  |                  |                  |  |  |                          |                          |                          |                          | Asarhaddon               |                          |  |  |                        |                        |                        |                        |                        |                        |  |  |                                        |                                        |                                        |                                        |                                        |                                        |  |  |                    |                    |                    |                    |                    |                    |  |  |                               |                               |                               |                               |                               |                               |  |  |                     |                     |                     |                     |                     |                     |
|  |  |  |  |  |  |                    |                    |                    |                    |                    |                    |  |  |                        |                        |                        |                        |                        |                        |  |  |                          |                          |                          |                          |                          |                          |  |  |                  |                  |                  |                  |                  |                  |  |  |                          |                          |                          |                          |                          |                          |  |  |                        |                        |                        |                        |                        |                        |  |  |                                        |                                        |                                        |                                        |                                        |                                        |  |  |                    |                    |                    |                    |                    |                    |  |  |                               |                               |                               |                               |                               |                               |  |  |                     |                     |                     |                     |                     |                     |
|  |  |  |  |  |  |                    |                    |                    |                    |                    |                    |  |  |                        |                        |                        |                        |                        |                        |  |  |                          |                          |                          |                          |                          |                          |  |  |                  |                  |                  |                  |                  |                  |  |  |                          |                          |                          |                          |                          |                          |  |  |                        |                        |                        |                        |                        |                        |  |  |                                        |                                        |                                        |                                        |                                        |                                        |  |  |                    |                    |                    |                    |                    |                    |  |  |                               |                               |                               |                               |                               |                               |  |  |                     |                     |                     |                     |                     |                     |
|  |  |  |  |  |  | Sin-nadin-apli syn | Sin-nadin-apli syn | Sin-nadin-apli syn | Sin-nadin-apli syn | Sin-nadin-apli syn | Sin-nadin-apli syn |  |  | Szamasz-szuma-ukin syn | Szamasz-szuma-ukin syn | Szamasz-szuma-ukin syn | Szamasz-szuma-ukin syn | Szamasz-szuma-ukin syn | Szamasz-szuma-ukin syn |  |  | Szamasz-metu-uballit syn | Szamasz-metu-uballit syn | Szamasz-metu-uballit syn | Szamasz-metu-uballit syn | Szamasz-metu-uballit syn | Szamasz-metu-uballit syn |  |  | Aszurbanipal syn | Aszurbanipal syn | Aszurbanipal syn | Aszurbanipal syn | Aszurbanipal syn | Aszurbanipal syn |  |  | Aszur-takisza-liblut syn | Aszur-takisza-liblut syn | Aszur-takisza-liblut syn | Aszur-takisza-liblut syn | Aszur-takisza-liblut syn | Aszur-takisza-liblut syn |  |  | Aszur-mukin-pale’a syn | Aszur-mukin-pale’a syn | Aszur-mukin-pale’a syn | Aszur-mukin-pale’a syn | Aszur-mukin-pale’a syn | Aszur-mukin-pale’a syn |  |  | Aszur-etel-szame-erseti-muballissu syn | Aszur-etel-szame-erseti-muballissu syn | Aszur-etel-szame-erseti-muballissu syn | Aszur-etel-szame-erseti-muballissu syn | Aszur-etel-szame-erseti-muballissu syn | Aszur-etel-szame-erseti-muballissu syn |  |  | Sin-per’u-ukin syn | Sin-per’u-ukin syn | Sin-per’u-ukin syn | Sin-per’u-ukin syn | Sin-per’u-ukin syn | Sin-per’u-ukin syn |  |  | Aszur-szarrani-muballissu syn | Aszur-szarrani-muballissu syn | Aszur-szarrani-muballissu syn | Aszur-szarrani-muballissu syn | Aszur-szarrani-muballissu syn | Aszur-szarrani-muballissu syn |  |  | Szerua-eterat córka | Szerua-eterat córka | Szerua-eterat córka | Szerua-eterat córka | Szerua-eterat córka | Szerua-eterat córka |